# Asia Rugby Women's Championship
Asia Rugby Women's Championship è il campionato asiatico di rugby a 15 femminile.
Istituito nel 2006 dall'Asian Rugby Football Union (oggi Asia Rugby) come ARFU Women's Rugby Championship, fin dal 2009 è stato utilizzato, all'occorrenza, come componente delle qualificazioni asiatiche alla Coppa del Mondo di rugby femminile.
Al 2023 si sono tenute 12 edizioni di torneo; la squadra più titolata della competizione è il Kazakistan, che ha vinto 6 volte il campionato, mentre campione uscente è il Giappone che ha vinto il torneo più recente a maggio 2023.

## Storia
Le prime due edizioni del torneo, inaugurato nel 2006, si svolsero a Kunming: fu la Cina a laurearsi prima campionessa asiatica ma, già nell'edizione successiva, furono le ex sovietiche del Kazakistan a imporsi come prima forza continentale, successo bissato anche nella stagione successiva.
Nel 2010 il torneo non si tenne.
A lungo si suppose che esso fosse consistito in una gara unica tra Giappone e Hong Kong a Tokyo, ma World Rugby accredita la prima vittoria ufficiale giapponese all'edizione 2015; nel 2011 si tenne altresì solo un'edizione riservata ai Paesi emergenti, ospitata a Vientiane dalla federazione laotiana e accreditata come Division 2 senza assegnazione del titolo continentale; tale torneo fu vinto dalla Cina.
L'edizione del 2013, che funse anche da qualificazione asiatica per la Coppa del Mondo 2014, vide la vittoria del Kazakistan che l'anno successivo si aggiudicò il sesto e, al 2019, più recente titolo di quello che fu rinominato, per l'occasione, Asian 4 Nations.
Dal 2015 la formula cambiò e, oltre a cambiare nome facente seguito alla trasformazione dell'ARFU in Asia Rugby, si adeguò al torneo maschile a 3 squadre: la prima campionessa con tale formato fu il Giappone che da quel momento impose il suo dominio sulla competizione dopo il ritiro del Kazakistan la cui federazione decise di finanziare la squadra a sette in ottica olimpica tagliando i fondi alle rappresentative a 15 maschili e femminili.
Le giapponesi si confermarono campionesse nel 2016 e 2017, sempre con Hong Kong alla piazza d'onore, mentre nel 2018 si disputò un torneo di seconda divisione senza le tre maggiori potenze asiatiche a livello femminile: un triangolare tra India, Filippine e Singapore vide queste ultime vincere sul terreno di casa e laurearsi per la prima volta campionesse continentali; anche l'anno successivo il torneo si tenne solo tra squadre di seconda divisione: tenutosi nelle Filippine, vide la vittoria della Cina, impostasi in finale sulla squadra di casa, in un torneo valido come parte delle qualificazioni alla Coppa del Mondo 2021.
La sopraggiunta pandemia di COVID-19 a inizio 2020 stravolse tutti i calendari: il campionato quell'anno fu annullato e, nel 2021, contemporaneamente al posticipo di un anno della Coppa del Mondo, si decise di qualificare direttamente il Giappone e di sostituire il torneo con un play-off tra Hong Kong e Kazakistan per designare la nazionale asiatica che avrebbe acceduto al torneo finale di ripescaggio per l'ultimo posto valido alla Coppa.
Asia Rugby alfine riuscì a organizzare il primo campionato post-pandemico nel dicembre 2022, di nuovo con le sole Hong Kong e Kazakistan in gara doppia in casa dei primi, che si aggiudicarono, vincendo entrambi i confronti, la loro prima corona continentale.
Il più recente torneo si è tenuto a maggio 2023 in Kazakistan tra la squadra ospite, Hong Kong e il Giappone tornato nella competizione dopo 6 anni; nel frattempo tale edizione era divenuta anche il torneo di qualificazione al neoistituito WXV, torneo per squadre nazionali di World Rugby organizzato su divisioni di merito.
Il Giappone, per la quarta volta campione d'Asia, si qualificò per la seconda divisione di tale torneo, mentre il Kazakistan, finalista sconfitto, finì nella terza.

## Albo d’oro
| Edizione | Edizione | Paese organizzatore | Vincitore  | Finalista    |
| -------- | -------- | ------------------- | ---------- | ------------ |
| 1ª       | 2006     | Cina                | Cina       | Hong Kong    |
| 2ª       | 2007     | Cina                | Kazakistan | Cina         |
| 3ª       | 2008     | Kazakistan          | Kazakistan | Giappone     |
| 4ª       | 2009     | Singapore           | Kazakistan | Giappone     |
| 5ª       | 2012     | Cina                | Kazakistan | Giappone     |
| 6ª       | 2013     | Kazakistan          | Kazakistan | Giappone     |
| 7ª       | 2014     | Hong Kong           | Kazakistan | Girone unico |
| 8ª       | 2015     | Vari                | Giappone   | Girone unico |
| 9ª       | 2016     | Vari                | Giappone   | Girone unico |
| 10ª      | 2017     | Vari                | Giappone   | Hong Kong    |
| 11ª      | 2022     | Hong Kong           | Hong Kong  | Kazakistan   |
| 12ª      | 2023     | Kazakistan          | Giappone   | Kazakistan   |

### Vittorie per squadra
| Squadra    | Vincitrice                              | Seconda                   | Terza       |
| ---------- | --------------------------------------- | ------------------------- | ----------- |
| Kazakistan | 2007 · 2008 · 2009 · 2012 · 2013 · 2014 | 2015 · 2022 · 2023        | —           |
| Giappone   | 2015 · 2016 · 2017 · 2023               | 2008 · 2012 · 2013        | 2007 · 2014 |
| Cina       | 2006                                    | 2007                      | —           |
| Singapore  |                                         | —                         | 2013        |
| Hong Kong  | 2022                                    | 2006 · 2014 · 2016 · 2017 | —           |
| Thailandia | —                                       | —                         | 2006        |
| Uzbekistan | —                                       | —                         | 2008        |